# Наукове товариство студентів, аспірантів, докторантів та молодих вчених Львівського національного університету імені Івана Франка
Наукове товариство студентів, аспірантів, докторантів та молодих вчених Львівського національного університету імені Івана Франка (скорочена назва – Наукове товариство ЛНУ ім. І. Франка) – студентське об'єднання на базі Львівського національного університету імені Івана Франка. Метою діяльності Наукового товариства є створення умов для розкриття наукового та творчого потенціалу осіб, які навчаються та/або працюють в Університеті, розвиток у них наукового мислення і навичок дослідницької роботи, розвиток інноваційної діяльності, організаційна Діяльність Товариства повʼязане із публічними лекціями, організацією наукових конференцій, круглих столів, конкурсів наукових робіт, видання студентських наукових збірників.
Наукове товариство Львівського університету було засновано студентами та викладачами Університету у 1948 році.

## Світлини

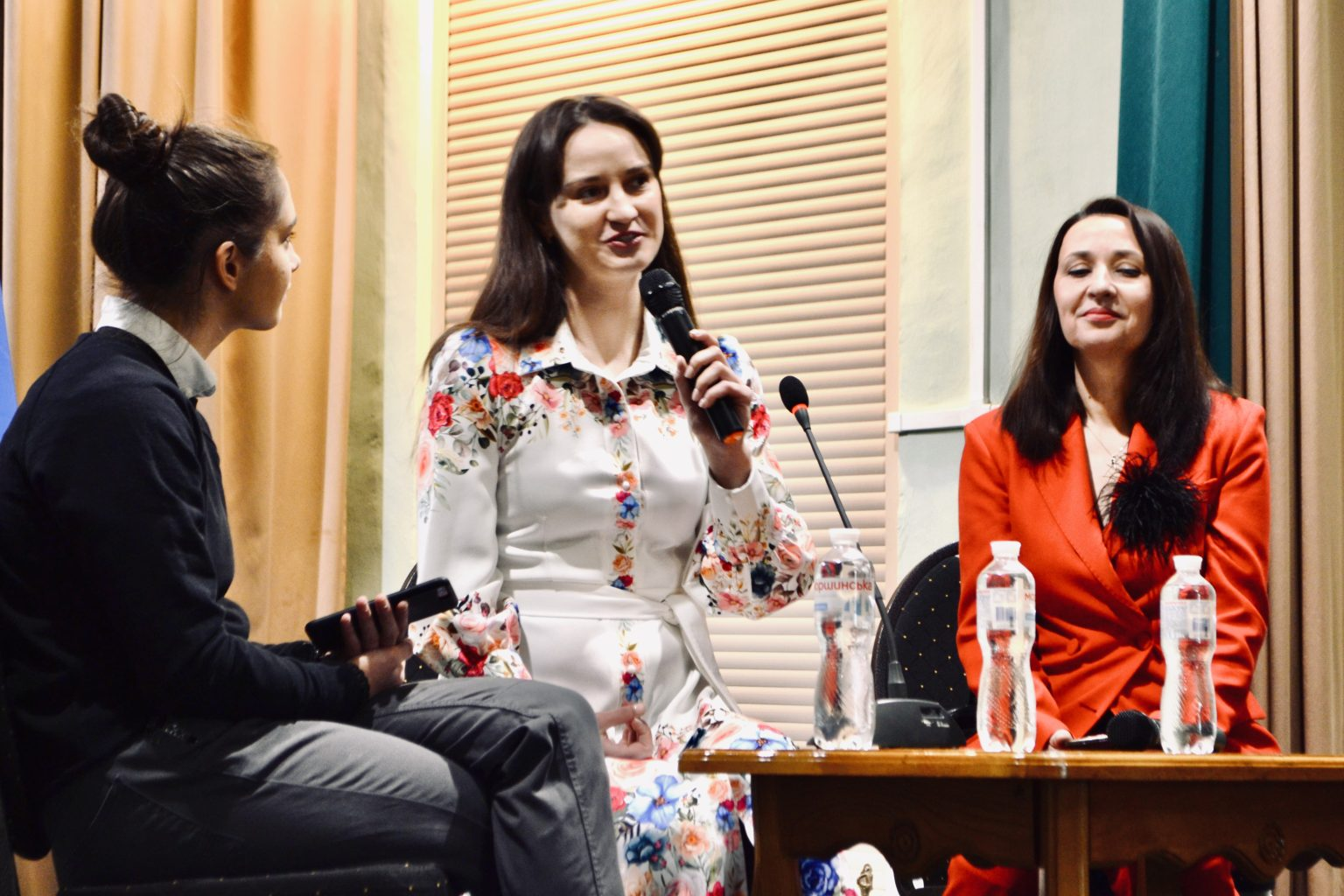
Форум до Дня жінок та дівчат у науці «Наука — це вона», 25 лютого 2025 року
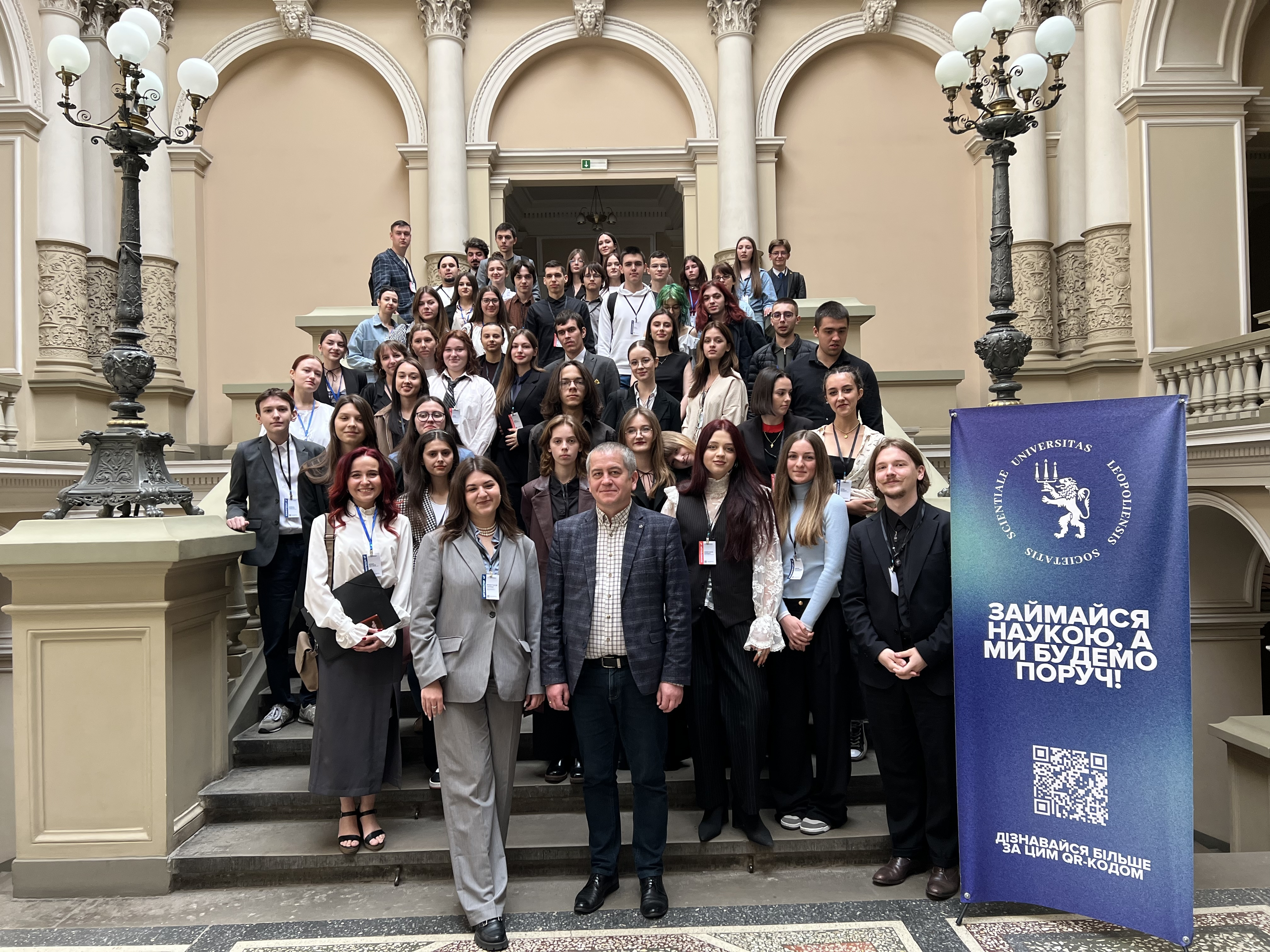
II Міжнародна студентсько-аспірантська науково-практична конференція «Сучасні тренди в науці- міждисциплінарний підхід», 2 травня 2025 року
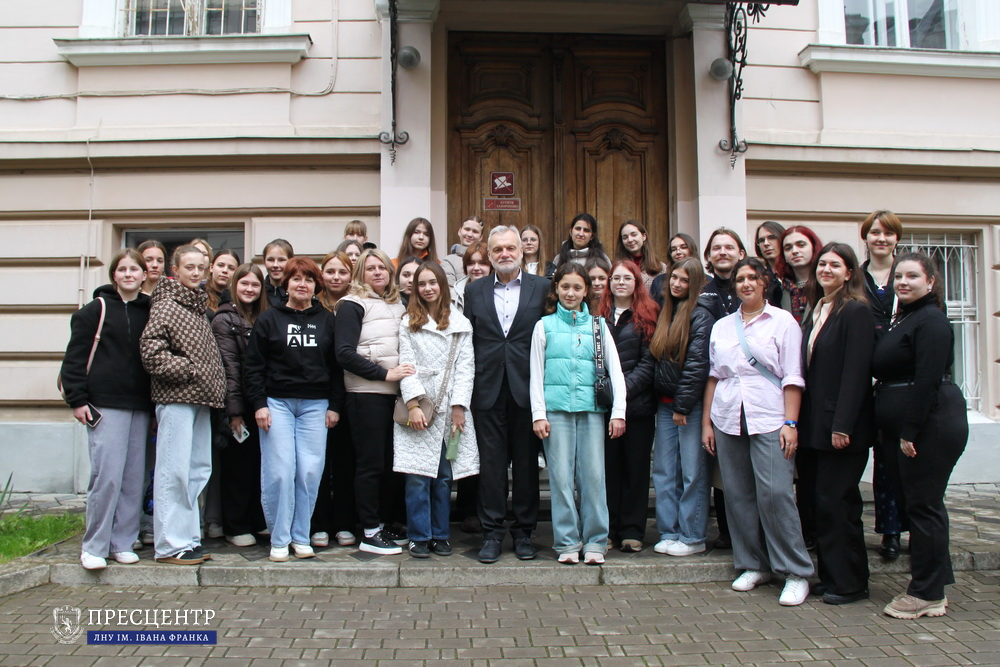
Квест для юних науковців «Поринь у світ науки», 24 травня 2025 року
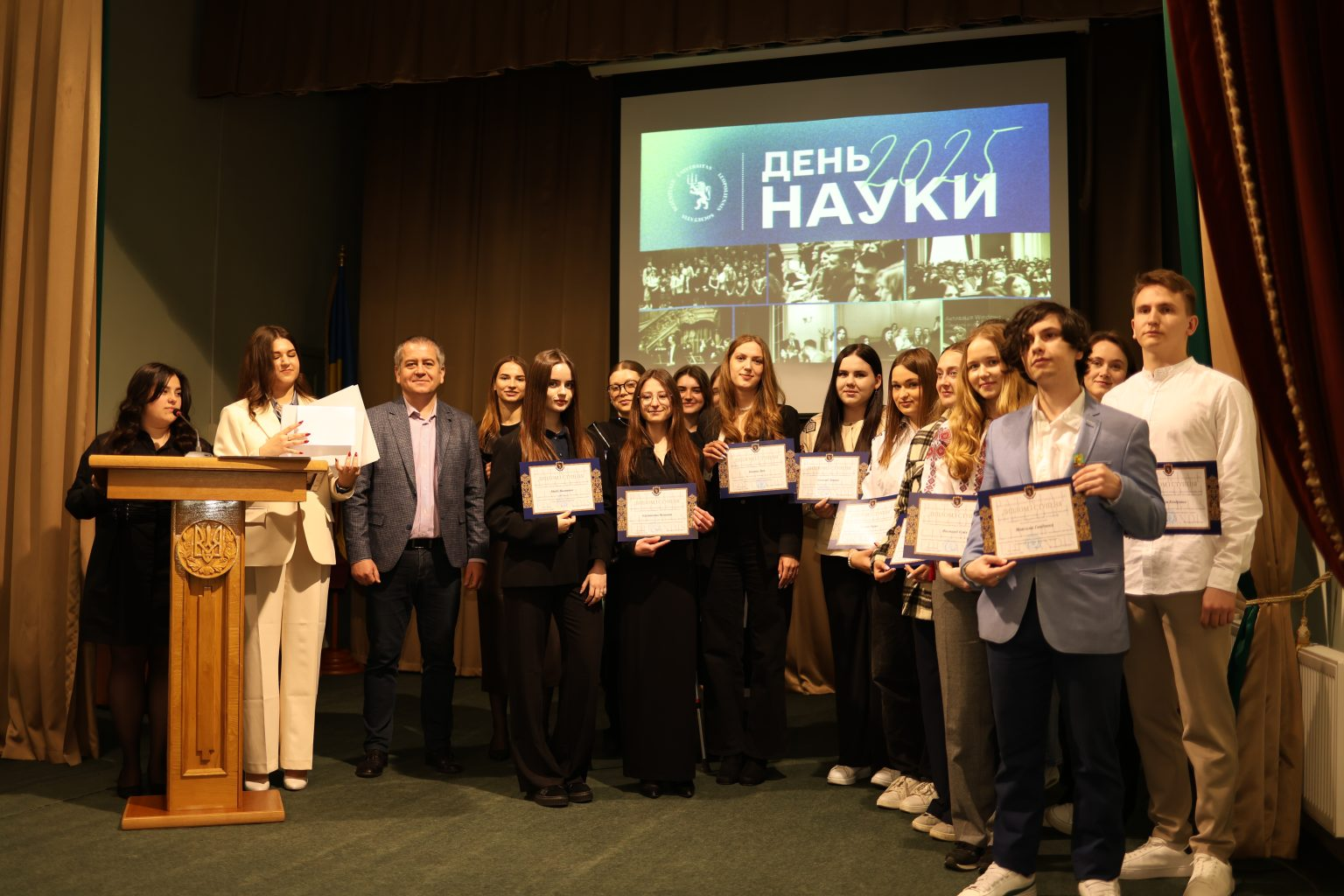
День науки, 17 травня 2025 року